# Frances P. Bolton

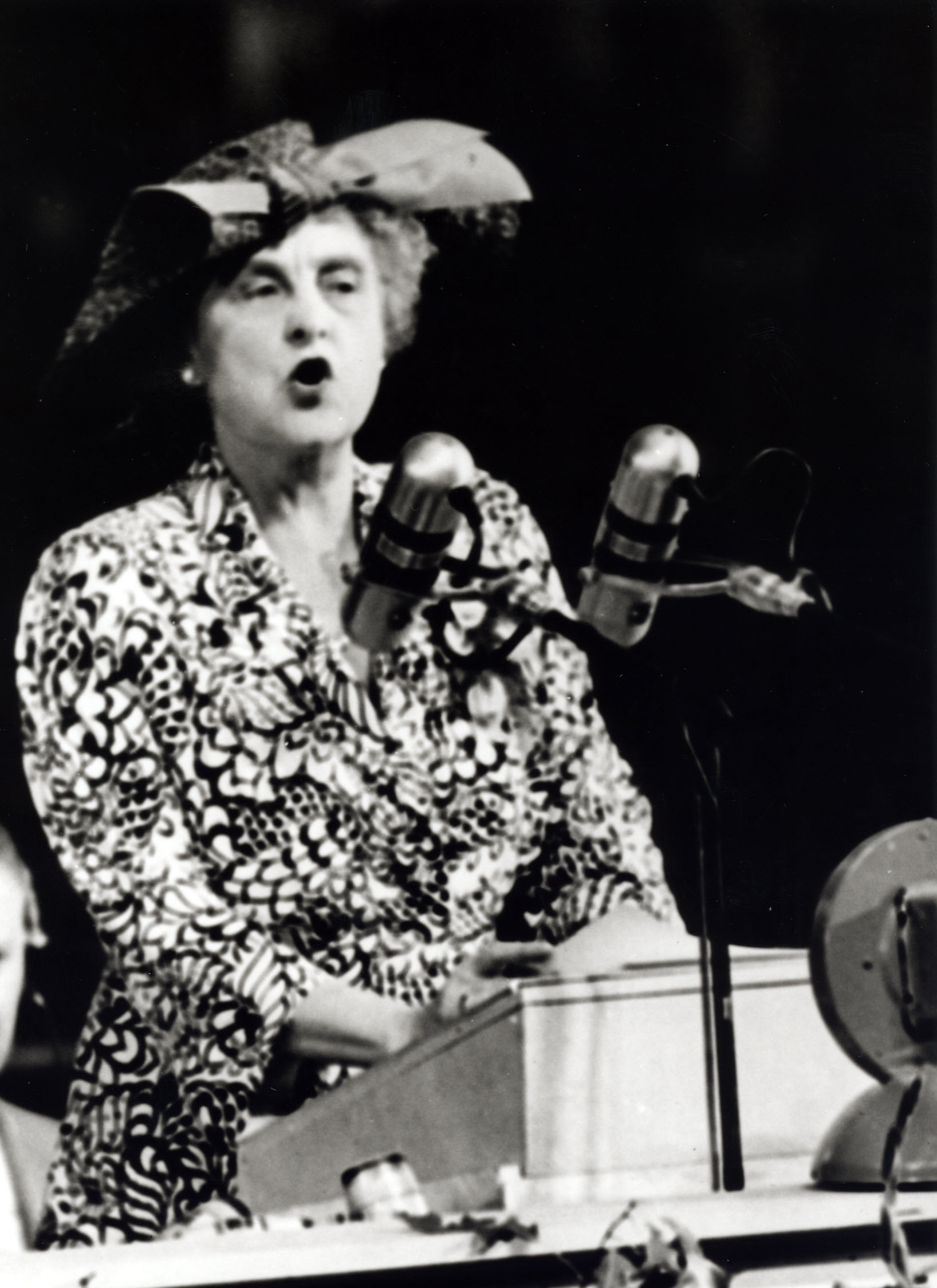
Frances P. Bolton

Frances Payne Bolton (geborene Frances Payne Bingham, * 29. März 1885 in Cleveland, Ohio; † 9. März 1977 in Lyndhurst, Ohio) war eine US-amerikanische Politikerin der Republikanischen Partei. Von 1940 bis 1969 war sie Mitglied des Repräsentantenhauses der Vereinigten Staaten für den 22. Kongressdistrikt des Bundesstaates Ohio.

## Leben
Frances Bolton wurde in Cleveland geboren. Ihr Großvater war der Senator Henry B. Payne. Sie war verheiratet mit dem Kongressabgeordneten Chester C. Bolton. Während er dem politischen Geschäft nachging, war sie aktiv und machte sich u. a. für die öffentliche Gesundheit, Bildung und Pflege stark. 1939 starb ihr Mann. Ihr gelang es, als erster Frau aus Ohio, ins US-Repräsentantenhaus einzuziehen. Sie vertrat fortan den Distrikt, den ihr Mann bereits vertreten hatte. Insgesamt diente Bolton 14 Legislaturperioden im House, dies ist bis heute die längste Zeit, die eine Frau im House saß. Während ihrer Zeit im House wurde auch ihr Sohn, Oliver P. Bolton, ins House gewählt. Dieser vertrat den 11. Kongressdistrikt. Sie war u. a. Mitglied im United States House Committee on Foreign Affairs. Dort drängte sie Außenminister John Foster Dulles 1954 dazu, die französische Krankenschwester Geneviève de Galard Terraube in die USA einzuladen, um ihr die Presidential Medal of Freedom zu verleihen. US-Präsident Dwight D. Eisenhower verlieh Galard die Medal of Freedom und empfing sie als Staatsgast. Bolton gab Galard zu Ehren ein Dinner mit 300 Gästen in ihrem Kongressdistrikt. Die Krankenpflegeschule an der Case Western Reserve University ist nach ihr benannt, um ihre großen Verdienste um die öffentliche Gesundheit zu würdigen.
Nachdem sie 1968 gegen Charles Vanik bei den Kongresswahlen unterlag, ging sie zurück nach Ohio und wurde in Lyndhurst wohnhaft. Ihr Sohn Oliver starb 1972. Sie überlebte ihn um 5 Jahre und starb im Alter von 91 Jahren in ihrem Haus in Lyndhurst.